# Clavaspis subsimilis
Clavaspis subsimilis är en insektsart som först beskrevs av Cockerell 1899.  Clavaspis subsimilis ingår i släktet Clavaspis och familjen pansarsköldlöss. Inga underarter finns listade i Catalogue of Life.